# فرانک وام
فرانک وام (دانمارکی: Frank Hvam؛ زادهٔ ۱۲ سپتامبر ۱۹۷۰) کمدین، فیلم‌نامه‌نویس، صداپیشه و بازیگر اهل دانمارک است.
از فیلم‌ها یا سریال‌های تلویزیونی که وی در آن‌ها نقش داشته‌است، می‌توان به بادهای زمستان و دلقک اشاره نمود.